# آلية التوحد
تنتج أعراض التوحد (بالإنجليزية: Autism)عن التغيرات المرتبطة بالنضج في مختلف أنظمة الدماغ. آلية حدوث التوحد ليست مفهومة جَيِّدًا. يمكن تقسيم آليتها إلى مجالين: الفيزيولوجيا المرضية لهياكل الدماغ والعمليات المرتبطة بالتوحد، وعلم النفس العصبي الذي يربط بين هياكل الدماغ والسلوكيات. يبدو أن السلوكيات لديها العديد من الفيزيولوجيا المرضية.
وهناك دليل على أن اضطرابات المحور الدماغي المعوي قد تنطوي على ذلك. مراجعة عام 2015 عرضت اقتراح أن خلل التنظيم المناعي، والتهاب الجهاز الهضمي، وخلل في الجهاز العصبي اللاإرادي، وتغييرات النبيت جرثومي معوي، والإيض الغذائي قد يسبب التهاب الأعصاب في الدماغ والخلل الوظيفي. مراجعة عام 2016 تَوَصَّلَت إلى أن تشوهات الجهاز العصبي المعوي قد تلعب دورًا في الاضطرابات العصبية مثل التوحد. الوصلات العصبية والجهاز المناعي هو مسار قد يسمح للأمراض التي تنشأ في الأمعاء بالانتشار إلى الدماغ.
الكثير من الأدلة تشير إلى اختلال المشبك العصبي كسبب للتوحد. قد تؤدي بعض الطفرات النادرة إلى التوحد عن طريق تعطيل بعض المسارات المشبكية، مثل تلك المرتبطة بالتصاق الخلايا. تشير دراسات استبدال الجينات في الفئران إلى أن أعراض التوحد ترتبط ارتباطًا وثيقًا بخطوات التطور اللاحقة التي تعتمد على النشاط في المشابك العصبية والتغيرات المعتمدة على النشاط. يبدو أن جميع الماسخات المعروفة (العوامل التي تسبب تشوهات خلقية) المتعلقة بخطر التوحد تحدث خلال الأسابيع الثمانية الأولى من الحمل، وعلى الرغم من أن هذا لا يستبعد إمكانية بدء التوحد أو الإصابة به لاحقًا، فهناك دليل قوي على أن التوحد ينشأ في وقت مبكر جدا في التنمية.

## الفيزيولوجيا المرضية

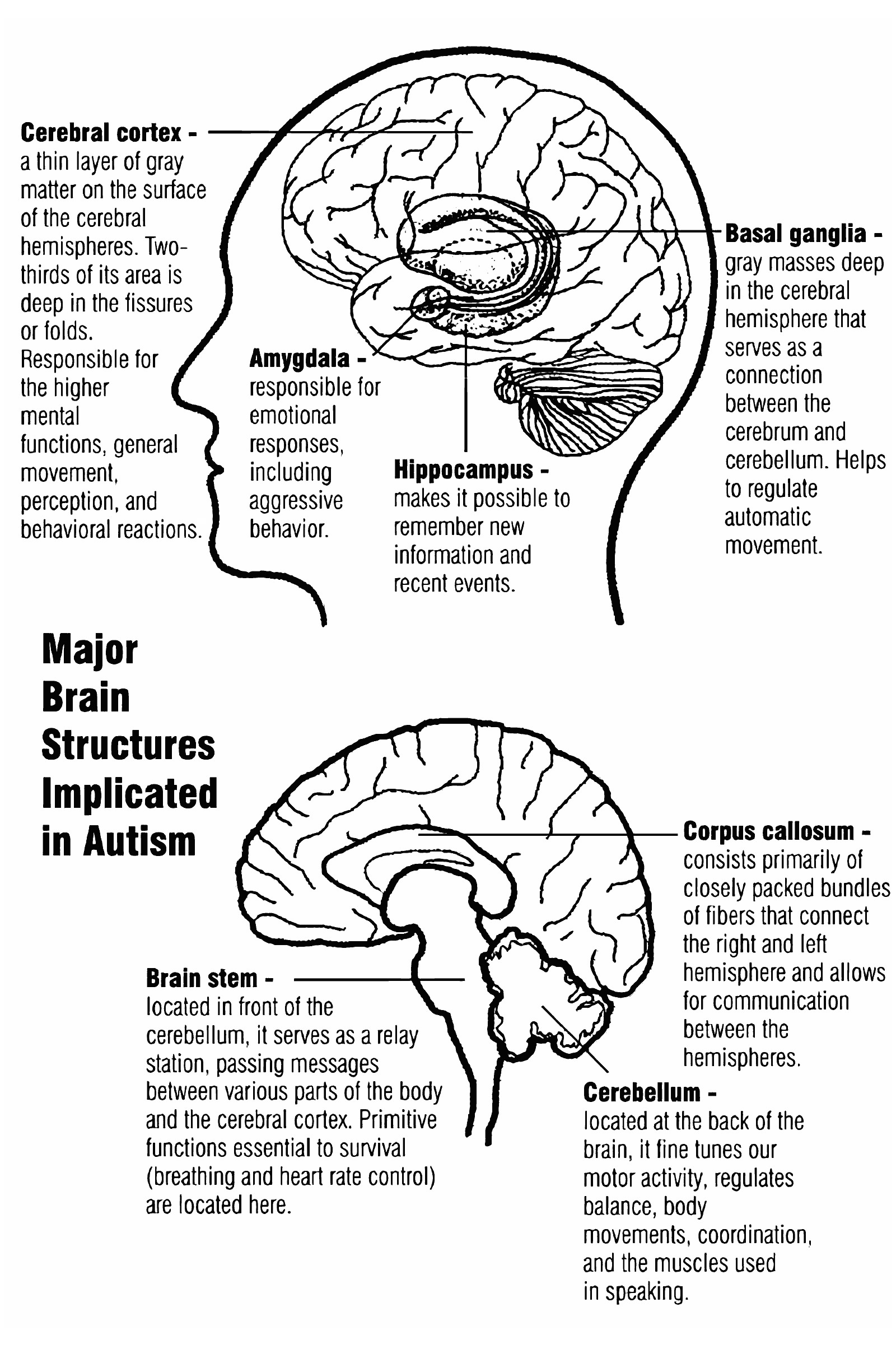
يؤثر التوحد على اللوزة والمخيخ وأجزاء أخرى كثيرة من الدماغ.

على عكس العديد من اضطرابات الدماغ الأخرى، مثل: مرض باركنسون، التوحد لا يمتلك آلية موحدة واضحة سواء على المستوى الجزيئي أو الخلوي. ومن غير المعروف ما إذا كان التوحد هو عدد قليل من الاضطرابات الناجمة عن الطفرات التي تتلاقى على بضعة مسارات جزيئية مشتركة، أو أنه (مثل التخلف العقلي) مجموعة كبيرة من الاضطرابات ذات آليات متنوعة. يبدو أن التوحد ناتج عن عوامل النمو التي تؤثر على العديد من أنظمة الدماغ الوظيفية أو جميعها، الذي يؤدي إلى تأخير تطور الدماغ أكثر من المنتج النهائي. تشير الدراسات التشريحية العصبية والارتباطات بالماسخات إلى أن آلية التوحد تشمل تغيير نمو الدماغ بعد الحمل مباشرة. ويبدو أن هذا الشذوذ يبدأ سلسلة من الأحداث المرضية في الدماغ التي تتأثر بشكل كبير بالعوامل البيئية. بعد الولادة مباشرة، تميل أدمغة الأطفال المصابين بالتوحد إلى النمو بشكل أسرع من المعتاد، يليها نمو طبيعي أو بطيء نسبيًا في مرحلة الطفولة. ومن غير المعروف ما إذا كان فرط النمو المبكر يحدث في جميع الأطفال المصابين بالتوحد. يبدو أنه أكثر بروزًا في مناطق الدماغ الكامنة وراء تطوير التخصص المعرفي العالي. تتضمن فرضيات الأسس الخلوية والجزيئية للنمو المفرط المرضي المبكر ما يلي:
- وجود فائض من الخلايا العصبية التي تسبب اتصال موضوعي مفرط في مناطق الدماغ الرئيسة.[16]
- هجرة عصبية مضطربة أثناء الحمل المبكر.[17][18]
- عدم توازن في الشبكات المثيرة-المثبطة.[18]
- تشكيل غير طبيعي في المشبك العصبي والشوكات التَغَصُّنِيَّة،[18]على سبيل المثال، عن طريق تعديل نظام التصاق الخلايا نيوركسين-نيوروليجين،[19] أو تنظيم سيء للتخليق الحيوي للبروتين.[20][21] وقد يساهم أيضا تعطل نمو المشبك العصبي في الصرع، مما قد يفسر سبب ارتباط الشرطين.[22]

يُعتقد أن الجهاز المناعي يلعب دورًا مهمًا في التوحد. وجد الباحثون أن الأطفال المصابين بالتوحد لديهم التهاب في كل من الجهاز المناعي المحيطي والمركزي كما يتضح من زيادة مستويات السيتوكينات المؤيدة للالتهابات والتنشيط الكبير للخلايا الدبقية الصغيرة. كما ارتبطت الدلالة الحيوية للوظيفة المناعية غير الطبيعية بزيادة العجز في السلوكيات التي تتميز بها السمات الأساسية للتوحد مثل: العجز في التفاعلات الاجتماعية والاتصال. تبدأ التفاعلات بين الجهاز المناعي والجهاز العصبي في وقت مبكر خلال المرحلة الجنينية من الحياة، ويعتمد النمو العصبي الناجح على استجابة مناعية متوازنة. يُعتقد أن تنشيط الجهاز المناعي للأم الحامل مثل من المواد السامة البيئية أو العدوى يمكن أن تساهم في إحداث التوحد من خلال التسبب في تعطيل نمو الدماغ. وتدعم ذلك الدراسات الحديثة التي وجدت أن العدوى أثناء الحمل ترتبط بزيادة خطر الإصابة بالتوحد.
إن علاقة المواد الكيميائية العصبية بالتوحد ليست مفهومة جيدًا؛ حُقِّقَ في العديد منها، مع وجود معظم الأدلة على دور السيروتونين والاختلافات الجينية في نقله. أدى الدور الذي تلعبه المجموعة الأولى من مستقبلات الغلوتامات المتحولة (mGluR) في التسبب في متلازمة الكروموسوم إكس الهش، وهي أكثر الجينات شيوعًا في كونها سبب التوحد، إلى الاهتمام بالتداعيات المحتملة في أبحاث مرض التوحد المستقبلة في هذا المسار. وتشير بعض البيانات إلى أن فرط نمو الخلايا العصبية يحتمل أن يكون مرتبطًا بزيادة في عدد من هرمونات النمو أو بضعف تنظيم مستقبلات عوامل النمو. ترتبط بعض الأخطاء الأيضية الخلقية بالتوحد، ولكن من المحتمل أن تكون أقل من 5% من الحالات.
تفترض نظرية نظام الخلايا العصبية المرآتية (MNS) للتوحد أن التشويه في تطور الخلايا العصبية ألمرآتية يتداخل مع التقليد ويؤدي إلى السمات الأساسية للتوحد المتمثلة في الضعف الاجتماعي وصعوبة التواصل. تعمل الخلايا العصبية ألمرآتية عندما يؤدي حيوان عملًا ما أو يلاحظ حيوانا آخرًا يؤدي العمل نفسه. ويمكن أن تساهم هذه الخلايا في فهم الفرد للآخرين وذلك من خلال تمكينه من نمذجة سلوكهم عن طريق محاكة تجسد أفعالهم، ونواياهم ومشاعرهم. وقد اخْتَبَرَت العديد من الدراسات هذه الفرضية من خلال إظهار التشوهات الهيكلية في مناطق الخلايا العصبية المرآتية للأفراد المصابين باضطراب طيف التوحد (ASD)، والتأخر في تنشيط الدائرة الأساسية للتقليد في الأفراد المصابين بمتلازمة أسبرجر، والارتباط بين انخفاض نشاط الخلايا العصبية المرآتية وشدة المتلازمة لدى الأطفال الذين يعانون من اضطراب طيف التوحد (ASD). ومع ذلك، فإن الأفراد المصابين بالتوحد لديهم أيضًا نشاط غير طبيعي للدماغ في العديد من الدوائر خارج MNS ولا تشرح نظرية MNS الأداء الطبيعي للأطفال المصابين بالتوحد في مهام التقليد التي تنطوي على هدف أو كائن.

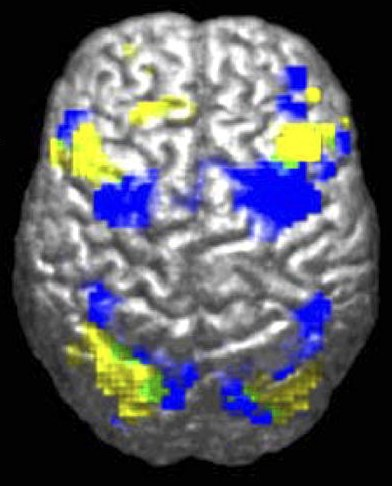
يميل الأفراد المصابون بالتوحد إلى استخدام مناطق مختلفة من الدماغ (أصفر) للقيام بمهمة حركية مقارنة بمجموعة التحكم (الأزرق).

تختلف أنماط التنشيط المنخفض أو الشاذ في الدماغ المرتبطة باضطراب طيف التوحد اعتمادًا على ما إذا كان الدماغ يقوم بمهام اجتماعية أو غير اجتماعية. وفي مجال التوحد هناك أدلة على انخفاض التواصل الوظيفي للشبكة الافتراضية (شبكة دماغية واسعة النطاق تشارك في المعالجة الاجتماعية والعاطفية)، مع الربط السليم للشبكة الإيجابية للمهام (المستخدمة في الاهتمام المستمر والتفكير الموجه نحو الأهداف). وفي حالة المصابين بالتوحد، لا ترتبط الشبكتان سلبًا في الوقت الناسب، مما يشير إلى خلل في تبديل الوظائف بين الشبكتين، وربما يعكس ذلك اضطراب الفكر المرجعي الذاتي.
نظرية نقص الارتباط بالتوحد تفترض أن التوحد يتميز بنقص في الوصلات العصبية العالية المستوى والتزامن، إلى جانب زيادة في العمليات المنخفضة المستوى. عُثِرَ على أدلة لهذه النظرية في دراسات التصوير العصبي الوظيفي للأفراد المصابين بالتوحد ومن خلال دراسة موجات الدماغ التي أشارت أن البالغين المصابين باضطراب طيف التوحد لديهم اتصال موضوعي مفرط في القشرة المخية ووضعف الروابط الوظيفية بين الفص الجبهي وبقية القشرة. تشير أدلة أخرى إلى أن قلة الاتصال يكون بشكل أساسي داخل كل نصف كرة من القشرة وأن التوحد هو اضطراب في القشرة الترابطية.
من الدراسات المستندة إلى الإمكانات المتعلقة بالحدث، والتغييرات العابرة في النشاط الكهربائي للدماغ استجابةً للمحفزات، هناك أدلة كبيرة على وجود اختلافات في الأفراد المصابين بالتوحد فيما يتعلق بالانتباه والتوجه إلى المحفزات السمعية والبصرية واكتشاف الحداثة واللغة ومعالجة الوجه، وتخزين المعلومات؛ وقد وجدت عدة دراسات تفضيلا للمحفزات غير الاجتماعية. على سبيل المثال، وجدت دراسات تخطيط الدماغ المغناطيسي أدلة لدى الأطفال المصابين بالتوحد على تأخر الاستجابة في معالجة الدماغ للإشارات السمعية.
وفي المجال الوراثي، تم العثور على علاقات بين التوحد والفصام استناداً إلى تكرار وحذف الكروموسومات؛ أظهرت الأبحاث أن مرض انفصام الشخصية والتوحد أكثر شيوعًا بشكل ملحوظ مع متلازمة حذف 1q21. إن الأبحاث المتعلقة بالعلاقات بين التوحد والفصام بالنسبة للكروموسوم 15 (15q13.3)، والكروموسوم 16 (16p13.1)، والكروموسوم 17 (17p12) غير حاسمة.
وجدت دراسات الربط الوظيفي كلا من ضعف وفرط الاتصال في أدمغة الأشخاص المصابين بالتوحد. يبدو أن ضعف الاتصال هو المسيطر، خاصةً بالنسبة للتوصيل الوظيفي بين نصفي الكرة والقشرة.

## علم النفس العصبي
تم اقتراح فئتين رئيسيتين من النظريات المعرفية حول الروابط بين أدمغة التوحد والسلوك. الفئة الأولى تركز على العجز في الإدراك الاجتماعي.تفترض نظرية التعاطف والتنظيم (ES) لسيمون بارون كوين أن الأفراد المصابين بالتوحد يمكن أن ينظموا—أي أنه يمكنهم تطوير قواعد تشغيل داخلية لمعالجة الأحداث داخل الدماغ—لكنهم أقل فعالية في التعاطف من خلال التعامل مع الأحداث التي تولدها العوامل الأخرى. امتداد، نظرية الدماغ الذكوري المتطرفة، تفترض أن التوحد هو حالة متطرفة من دماغ الذكر، يعرّف نَفْسِيًّا على أنهم الأفراد الذين يكون التنظيم فيهم أفضل من التعاطف. وترتبط هذه النظريات إلى حد ما بنظرية بارون كوين السابقة عن العقل، والتي تفترض أن السلوك التوحدي ينشأ عن عدم القدرة على وصف الحالات الذهنية للنفس وللآخرين. إن نظرية العقل تدعمها الاستجابات غير النمطية للأطفال المصابين بالتوحد لاختبار سالي - آن للتفكير حول دوافع الآخرين، ومن خلال نظام مرآة الخلايا العصبية للتوحد، التي تم وصفها في الخرائط الفيزيولوجية بشكل جيد ومناسب للفرضية. ومع ذلك، لم تجد معظم الدراسات دليلًا على ضعف قدرة الأفراد المصابين بالتوحد على فهم نوايا الآخرين أو أهدافهم الأساسية؛ وبدلًا من ذلك، تشير البيانات إلى أن الإعاقات توجد في فهم العواطف الاجتماعية الأكثر تعقيدًا أو في النظر إلى آراء الآخرين.
وتركز الفئة الثانية على المعالجة الاجتماعية أو المعالجة العامة: الوظائف التنفيذية مثل عمل الذاكرة، التخطيط، والتثبيط. وصرح كنوورثي في استعراضه بأن«ادعاء اختلال الوظائف التنفيذية باعتباره عاملًا مسببًا لمرض التوحد، هو أمر مثير للجدل»، ولكن، «من الواضح أن اختلال الوظائف التنفيذية له دور في العجز الاجتماعي والمعرفي الملحوظ في حالات المصابين بالتوحد». وتشير الاختبارات الخاصة بالوظائف التنفيذية الأساسية مثل مهام حركة العين، إلى وجود تحسن يبدأ في وقت متأخر من مرحلة الطفولة إلى مرحلة المراهقة، ولكن الأداء لا يصل أبدًا إلى المستويات التقليدية التي يصل إليها البالغين. وتتوقع إحدى نقاط النظرية الهامة إلى وجود سلوك نمطي واهتمامات ضيقة؛ وهناك نقطتان ضعف لهذه النظرية هما أن الوظيفة التنفيذية يصعب قياسها، وأن العجز في الوظيفة التنفيذية لم يتواجد في حالة الأطفال الصغار المصابين بالتوحد.
نظرية التماسك المركزي الضعيفة (WCC)، تفترض أن القدرة المحدودة على رؤية الصورة الكبيرة هي السبب في الاضطراب المركزي في التوحد. تتمثل إحدى نقاط القوة في هذه النظرية في توقع المواهب الخاصة وذروة الأداء لدى المصابين بالتوحد. وتركز نظرية ذات صلة —تسمى: الأداء الإدراكي المعزز— بشكل أكبر على التفوق في العمليات الموجهة محلياً والعمليات الإدراكية عند الأشخاص الذين يعانون من التوحد. مع ذلك، هناك نوع آخر، وهو monotropism، يفترض أن التوحد ينبع من أسلوب معرفي مختلف، يميل إلى تركيز الانتباه (أو موارد المعالجة) بشكل مكثف، وإلى استبعاد المحفزات الأخرى. هذه النظريات ترسم خريطة جيدة من نظرية ضعف الاتصال للتوحد.
لا تعتبر أي من الفئتين مرضية في حد ذاتها؛ تعالج نظريات الإدراك المعرفي سلوكيات المصابين بالتوحد الجامدة والمتكررة بشكل سيء، بينما تواجه النظريات غير الاجتماعية صعوبة في شرح الضعف الاجتماعي وصعوبات في التواصل. وقد تكون النظرية المشتركة القائمة على حالات العجز المتعددة أكثر فائدة.